# 취재파일 K
《취재파일 K》은 2013년 4월 12일부터 2017년 8월 27일까지 방송된 탐사보도 프로그램이다.

## 기획 의도
기자의 냉철하고 따뜻한 시선으로 보는 탐사보도 프로그램이다.

## 방송 시간
| 방송 채널 | 방송 기간                           | 방송 시간                            |
| --------- | ----------------------------------- | ------------------------------------ |
| KBS 1TV   | 2013년 4월 12일 ~ 2014년 8월 29일   | 매주 금요일 밤 10시 50분 ~ 11시 30분 |
| KBS 1TV   | 2014년 9월 5일 ~ 2014년 12월 26일   | 매주 금요일 밤 11시 40분 ~ 12시 20분 |
| KBS 1TV   | 2015년 1월 4일 ~ 2015년 2월 8일     | 매주 일요일 밤 10시 40분 ~ 11시 20분 |
| KBS 1TV   | 2016년 4월 3일 ~ 2016년 4월 10일    | 매주 일요일 밤 10시 40분 ~ 11시 20분 |
| KBS 1TV   | 2015년 2월 15일 ~ 2015년 10월 11일  | 매주 일요일 밤 11시 20분 ~ 12시      |
| KBS 1TV   | 2016년 1월 3일 ~ 2016년 3월 27일    | 매주 일요일 밤 11시 20분 ~ 12시      |
| KBS 1TV   | 2015년 10월 18일 ~ 2015년 12월 20일 | 매주 일요일 밤 10시 30분 ~ 11시 10분 |
| KBS 1TV   | 2016년 4월 17일 ~ 2017년 3월 19일   | 매주 일요일 밤 10시 30분 ~ 11시 10분 |
| KBS 1TV   | 2017년 6월 25일 ~ 2017년 8월 27일   | 매주 일요일 밤 10시 30분 ~ 11시 10분 |
| KBS 1TV   | 2017년 3월 26일 ~ 2017년 6월 18일   | 매주 일요일 밤 10시 35분 ~ 11시 15분 |

## 진행자
- 조재익 : 2013년 11월 1일 ~ 2013년 12월 27일
- 한상권 : 2014년 1월 10일 ~ 2014년 12월 26일

## 타이틀 변천사
| 역대 | 타이틀        | 방송 기간                         |
| ---- | ------------- | --------------------------------- |
| 1기  | 취재파일 4321 | 1999년 10월 22일 ~ 2013년 4월 7일 |
| 2기  | 취재파일 K    | 2013년 4월 12일 ~ 2017년 8월 27일 |

## 같이 보기
- 취재파일 4321